# Басараб Ярослава Григорівна
Ярослава Григорівна Басараб (нар. 1956, тепер Тисменицького району Івано-Франківської області) — українська радянська діячка, ланкова колгоспу «Тепличний» Тисменицького району Івано-Франківської області. Депутат Верховної Ради УРСР 11-го скликання.

## Біографія
Освіта середня.
У 1972—1975 роках — шва́чка-мотористка Тисменицького райпобуткомбінату Івано-Франківської області.
З 1975 року — колгоспниця, з 1980 року — ланкова колгоспу «Тепличний» Тисменицького району Івано-Франківської області.

## Нагороди
- ордени
- медалі